# Francis Morane
Pour les articles homonymes, voir Morane (homonymie).
Francis Morane, né Francis Messberg le 29 avril 1940 dans le 12e arrondissement de Paris et mort le 11 août 2002 au Chesnay, est un metteur en scène de grands spectacles en salles et en plein-air, également réalisateur de cinéma et de télévision.

## Biographie
Fils de Jean Serge et de Jacqueline Morane, il est l'un des assistants de Jean Renoir sur le tournage du Déjeuner sur l'herbe. Son frère Ivan Morane (1956-) est metteur en scène et comédien. Sa sœur, Dominique Sainte Fare Garnot (1943-) fut administratrice de théâtres parisiens.
Il a réalisé un unique court métrage pour le cinéma, sorti en 1966. Il travaille ensuite quelque temps pour la télévision.
Metteur en scène de théâtre, il participe pendant plusieurs saisons (de 1963 à 1971) au festival national Corneille de Barentin. Il se fait connaître à partir des années 1970 en réalisant des comédies musicales et des spectacles de plein-air dont il devient un spécialiste.
Il a un fils avec Murielle Magellan, autrice, réalisatrice et metteuse en scène, qui évoque leur relation passée dans son roman N'oublie pas les oiseaux.

## Filmographie
Cinéma
- 1966 : Vera (court métrage)
- 1972 : La Guerre d'Algérie, de Yves Courrière et Philippe Monnier (voix)

Télévision
- 1967 : De Tarass-Boulba à Gagarine (coréalisateur : Claude Vernick)
- 1973 : Au théâtre ce soir : Le Million de Georges Berr et Marcel Guillemaud
- 1974 : Au théâtre ce soir : La Moitié du plaisir de Steve Passeur, Jean Serge et Robert Chazal

## Théâtre
- 1963 : Don Bertrand de Cigarral de Thomas Corneille
- 1964 : La Tragédie de la vengeance, d'après La Tragédie du vengeur de Cyril Tourneur au Théâtre Sarah-Bernhardt (mise en scène de Francis Morane et Jean Serge)
- 1965 : Le Galant doublé de Thomas Corneille
- 1971 : Le Geôlier de soi-même de Thomas Corneille
- 1972 : Le Million de Georges Berr et Marcel Guillemaud

## Spectacles
- Mayflower
- Starmania
- La Nuit des merveilles
- La symphonie historique du château de Bidache
- Paradisiac (1980), la revue du Paradis latin

.      Mela indien dans les jardins du Trocadero à Paris (1985)
- Spectacle son et lumières offert par la mairie de Paris au Trocadero à l'occasion des fêtes du Bicentenaire de la Révolution française (1989)
- Spectacle son et lumières Jean Chouan l'insoumis de  Lassay les châteaux  (1988 à 1990)
- spectacle de music hall  Mes scènes de Paris  le 14 juin 1982 au casino de Paris